# Kamen Rider Agito
Kamen Rider Agito (仮面ライダーアギト Kamen Raidā Agito?) es el título de la 11.ª temporada de la franquicia Kamen Rider, que homenajea los 30 años desde el estreno de la franquicia en 1971. El eslogan de la temporada es "Despierta el alma" (目覚めろ、その魂 Mezamero, sono tamashii?).

## Argumento
Hace mucho tiempo, existían entidades gemelas; uno siendo el OverLord de la luz, mientras que el otro OverLord era el de la oscuridad. Estos "hermanos" gemelos coexistieron en armonía por un tiempo, creando finalmente nuestro mundo. Sin embargo, ninguno de los dos pudo ponerse de acuerdo sobre quién reinaría sobre su creación y se libró una batalla por el control. Al final, el OverLord de la Oscuridad triunfó sobre el OverLord de la luz. Pero con su último aliento, el OverLord de la luz otorgó su esencia a la humanidad: las semillas de Agito, con la esperanza de que un día evolucionarían más allá del control de su hermano, dándoselas personalmente a los pasajeros a bordo del barco Akatsuki (あかつき号 Akatsuki-gō?). Después de bendecirlos con el poder, el barco fue atacado por el El del Agua enviado por el OverLord de la Oscuridad, temiendo que su hermano les otorgara las semillas de Agito a los pasajeros.
En la actualidad un hombre llamado Shōichi Tsugami no tiene aparentemente ningún recuerdo. No sabe quién es, de dónde vino, o cómo llegó a estas peculiares circunstancias. Tsugami, aparentemente por ninguna razón, se transforma en un poderoso superhumano, Kamen Rider Agito, siempre ante la presencia del crimen. El mal primario que él combate es una raza de superpoderosos hombres bestia, referidos como Unknown, que han sido responsables de una serie de asesinatos alrededor de Tokio.
En respuesta a esta amenaza, el departamento del policía saca su arma más novedosa, el poderoso Kamen Rider G3. G3 y Agito no saben si deben unirse y derrotar a los Unknowns, sus enemigos comunes; o combatirse, manteniendo los misterios que los tienen separados. En última instancia, aún más misterios se revelan con la aparición de Kamen Rider Gills, que está en una búsqueda para destapar el misterio del por qué su padre se suicidó. Estos misterios y otros chocan, con el destino de Tokio y del universo entero en manos de Agito

## Personajes

### Riders
- Shōichi Tsugami (津上 翔一 Tsugami Shōichi?)/Kamen Rider Agito (仮面ライダーアギト Kamen Raidā Agito?): Un joven que un día despertó en la tierra tras sufrir amnesia y adoptó el nombre del destinatario de la carta que encontró junto a él. Shōichi usa el Alter Ring para transformarse en Kamen Rider Agito, un antiguo y poderoso guerrero cuyas habilidades están constantemente evolucionando.
- Makoto Hikawa (氷川 誠 Hikawa Makoto?)/Kamen Rider G3 (仮面ライダーＧ３ Kamen Raidā Jī Surī?): El héroe del incidente barco Akatsuki, Un día, mientras estaba de patrulla, Hikawa presenció cómo el Akatsuki estaba en poder de El del Agua, tomando un bote para investigar y rescatar a los pasajeros, logrando salvar a todos menos uno. Debido a su papel heroico en el incidente, que mostró sus habilidades en una crisis, Hikawa fue asignado a la Unidad G3.
- Ryō Ashihara (葦原 涼 Ashihara Ryō?)/Kamen Rider Gills (仮面ライダーギルス Kamen Raidā Girusu?): Antigua estrella de natación de la Universidad Jyohoku, el futuro de Ashihara como nadador casi llega a su fin tras un accidente en auto. Ese evento provocó la metamorfosis de Ashihara en Kamen Rider Gills.
- Kaoru Kino (木野 薫 Kino Kaoru?)/Another Agito (アナザーアギト Anazā Agito?): Un genio cirujano cuya carrera se arruinó en un accidente de montaña, donde su hermano perdió la vida. Él fue uno de los pasajeros envueltos en el caso de Akatsuki. Unos días después del incidente, se transformó en Another Agito, pero se decepcionó con sus nuevos poderes.

### Aliados
- Mana Kazaya (風谷真魚 Kazaya Mana?): Hija de Nobuyuki Kazaya y sobrina del Profesor Yoshihiko Misugi con quien vive junto a Shōichi. Se revela que ella también posee la semilla de Agito, ya que Shōichi despertó sus poderes.
- Yoshihiko Misugi (美杉 義彦 Misugi Yoshihiko?): es el tío de Mana Kazaya y hermano de Nobuyuki Kazaya. También es el hombre con el que vive Shouichi, además del antiguo profesor de Ozawa.
- Sumiko Ozawa (小沢 澄子 Ozawa Sumiko?): es el genio detrás del Sistema G3. Su posición dentro de la unidad G3 es el ingeniero del monitor del sistema, que monitorea la condición del operador y el traje G3 durante el combate desde la base de comandos móviles de G-Trailer.
- Tetsuya Sawaki (沢木 哲也 Sawaki Tetsuya?): En realidad es el Shōichi Tsugami original del que Agito tomó su nombre, es un hombre que falló al evitar que su novia se suicidara. Poco después, también se suicidó porque no podía soportar la culpa. Sin embargo, el OverLord de la Oscuridad lo resucitó y le dio algo de su poder, lo que le permitió acelerar la evolución de la semilla de Agito. Sin embargo, le dio la espalda al OverLord al darse cuenta de que el mundo necesita más personas que puedan convertirse en Agito.

### Villanos
- Lords (ロード Rōdo?): Los principales antagonistas de Agito, al que el departamento de policía hace referencia como Unknown (アンノウン Announ?). Los Lords son un grupo de discípulos poderosos que sirven al OverLord, que los creó a partir de su cuerpo. Todas sus tribus están separadas en especies de animales. Normalmente son humanoides con la cabeza de un animal y, a veces, con armas. Todos ellos tienen protuberancias en forma de ala que sobresalen de sus hombros, tal vez simbolizando que son ángeles o mensajeros sagrados.
  - OverLord (オーヴァーロード Ōbārōdo?): es el ser con el poder más elevado entre los Unknown, y se lo conoce como el creador de la raza humana. Aunque murió en la época del Pleistoceno, el OverLord de la Oscuridad dejó un acertijo que contenía un modelo de su propio ADN. Una vez que el acertijo fue resuelto, el ADN del OverLord fue reconstruido desde cero. Esto le permitió reformar su cuerpo físico, comenzando como un bebé. Debajo del OverLord existen tres Lords muy poderosos, conocidos como El Lords (エルロード Eru Rōdo?). Normalmente residen con el cuerpo de su maestro hasta que son convocados, y poseen la capacidad de hablar.
  - El del Agua (水のエル Mizu no Eru?): El más fuerte de los Lords del mar, usa una lanza bifurcada como su arma, junto con la telequinesis y la regeneración. Es el responsable del incidente de Akatsuki.
  - El del Viento (風のエル Kaze no Eru?): El más fuerte de los Lords basados en el aire. Creado por el OverLord para asegurar que nadie intervenga mientras canaliza su poder, utiliza un arco largo para disparar flechas a sus víctimas, haciendo que desaparezcan con solo su ropa restante.
  - El de la tierra (地のエル Chi no Eru?): El más fuerte de los Lords basados en la tierra, fue creado por el OverLord para continuar la tarea de los lords de masacrar a aquellos con el potencial de convertirse en Agito. Él empuña una espada y puede convertir a la gente en polvo con su arena y enterrarlos bajo tierra.

## Episodios
1. El Despertar del Guerrero (戦士の覚醒 Senshi no Kakusei?)
2. Tormenta Azul (青の嵐 Ao no Arashi?)
3. Mi Transformación (俺の変身 Ore no Henshin?)
4. Descifrando el Puzzle (パズル解読 Pazuru Kaidoku?)
5. El Tercer Guerrero (第３の戦士 Dai-San no Senshi?)
6. Dolor Monstruoso (哀しき妖拳 Kanashiki Yōken?)
7. Una Pieza de una Memoria (記憶の一片 Kioku no Ippen?)
8. Espada de Flamas Rojas (赤い炎の剣 Akai Honō no Tsurugi?)
9. Los Dos G3s (Futari no Jī Surī?)
10. Puntos y Líneas Plateadas (銀の点と線 Gin no Ten to Sen?)
11. El Pasado nos ató Juntos (繋がる過去 Tsunagaru Kako?)
12. ¡El Golpe en el Lago!  (湖の激突! Mizūmi no Gekitotsu!?)
13. La Pista de Papá (父の手掛かり Chichi no Tegakari?)
14. La Patada Más Fuerte (最強キック Saikyō Kikku?)
15. Una Trampa Comienza (罠の始まり Wana no Hajimari?)
16. Una Mujer Sospechosa... (怪しい女･･･ Ayashii Onna...?)
17. ¡Tácticas de Captura! (捕獲作戦! Hokaku Sakusen!?)
18. El Nuevo Jefe (新しいボス Atarashii Bosu?)
19. ¿Decisión de Quiebre? (解散決定? Kaisan Kettei??)
20. Ese Amanecer (或る目覚め Aru Mezame?)
21. Poder Violento (暴走する力 Bōsō Suru Chikara?)
22. La Profecía del Encuentro (運命の対決 Unmei no Taiketsu?)
23. La Persona Calificada (資格ある者 Shikaku Aru Mono?)
24. La Máquina Sin Efectos (完璧マシン Kanpeki Mashin?)
25. ¡Otro Choque! (激突再び! Gekitotsu Futatabi!?)
26. Memorias Restauradas (甦った記憶 Yomigaetta Kioku?)
27. Ryō Muere... (涼、死す･･･ Ryō, Shisu...?)
28. Ese Día de Verano (あの夏の日 Ano Natsu no Hi?)
29. Un Misterio Numérico?! (数字の謎?! Sūji no Nazo?!?)
30. Poder Oculto (隠された力 Kakusareta Chikara?)
31. El Paradero de una Persona (人の居場所 Hito no Ibasho?)
32. La Resurrección de Gills (ギルス復活 Girusu Fukkatsu?)
33. El Enemigo que Apareció (現れた敵 Arawareta Teki?)
34. Convocando Almas a la Reunión (呼び逢う魂 Yobiau Tamashii?)
35. El Misterioso Mesías (謎の救世主 Nazo no Kyūseishu?)
36. El Cuarto Hombre (４人目の男 Yoninme no Otoko?)
37. El Guerrero de la Oscuridad (暗闇の戦士 Kurayami no Senshi?)
38. La Verdadera Forma... (その正体･･･ Sono Shōtai...?)
39. El Aullido de Gills (ギルス咆哮 Girusu Hōkō?)
40. ¡Frente Unido! (共同戦線! Kyōdō Sensen!?)
41. Luz y Oscuridad (光と闇 Hikari to Yami?)
42. El Akatsuki (あかつき号 Akatsuki-Gō?)
43. La Oscuridad se Empieza a Mover (動きだす闇 Ugokidasu Yami?)
44. Papá y Hermana Mayor y... (父と姉と･･･ Chichi to Ane to...?)
45. Poder Robado (奪われた力 Ubawareta Chikara?)
46. Guerreros, Esos Enlaces (戦士その絆 Senshi Sono Kizuna?)
47. ¡El Misterio del Vuelo! (天空の怪! Tenkū no Kai!?)
48. El Gobernador de las Estrellas (星の支配者 Hoshi no Shihaisha?)
49. Pasos de la Destrucción (絶滅の足音 Zetsumetsu no Ashioto?)
50. Ahora, es la Hora de Pelear (今、戦う時 Ima, Tatakau Toki?)
51. AGITΩ (AGITΩ Agito?)

### Películas
- Kamen Rider Agito: Three Great Riders (仮面ライダーアギト 3大ライダー Kamen Raidā Agito San Dai Raidā?): estrenado el 1 de agosto de 2001.
- Kamen Rider Agito The Movie: Proyect G4 (劇場版 仮面ライダーアギト PROJECT G4 Gekijōban Kamen Raidā Agito Purojekuto Jī Fō?): Estrenada el 22 de septiembre de 2001.
- A New Transformation (新たなる変身 Aratanaru Henshin?): Es un especial para TV estrenado 1 de octubre de 2001

## Reparto
- Shōichi Tsugami: Toshiki Kashū
- Makoto Hikawa: Jun Kaname
- Ryo Ashihara:Yūsuke Tomoi
- Kaoru Kino: Takanori Kikuchi
- Mana Kazaya:Rina Akiyama
- Yoshihiko Misugi: Takeshi Masu
- Sumiko Ozawa: Tōko Fujita
- Tetsuya Sawaki: Atsushi Ogawa
- OverLord de la luz/OverLord de la Oscuridad: Rei Haneo
- El del Agua: Kiyoyuki Yanada
- El del Viento: Kujira
- El de la Tierra: Kenta Miyake
- Narrador: Eiichiro Suzuki

## Temas musicales

### Temas de entrada
- "Kamen Rider AGITO" (仮面ライダーAGITO Kamen Raidā AGITO?)(Episodios 2-35)
  - Letra: Shoko Fujibayashi
  - Música: Kazunori Miyake
  - Arreglos: Kazunori Miyake
  - Intérprete: Shinichi Ishihara

- "Kamen Rider AGITO ~24.7 version~" (仮面ライダーAGITO ～24.7 version～ Kamen Raidā AGITO ~24.7 bājon~?)(Episodios 36-50)
  - Letra: Shoko Fujibayashi
  - Música: Kazunori Miyake
  - Arreglos: Kazunori Miyake
  - Intérprete: Shinichi Ishihara

### Temas de cierre
- "BELIEVE YOURSELF" (Episodios 1-8, 10-13, 15-25,51)
  - Letra: Shoko Fujibayashi
  - Música: Kazunori Miyake
  - Arreglos: Kazunori Miyake
  - Intérprete: Naoto Fuuga

- "STRANGER IN THE DARK" (Episodio 9)
  - Letra: Shoko Fujibayashi
  - Música: Toshihiko Sahashi
  - Arreglos: Toshihiko Sahashi
  - Intérprete: Norio Sakai

- "MACHINE TORNADER" (Episodios 14, 31 y 40)
  - Letra: Shoko Fujibayashi
  - Música: Kazunori Miyake
  - Arreglos: Kazunori Miyake
  - Intérprete: Shinichi Ishihara

- "DEEP BREATH" (Episodios 26-30, 32-39, 41 & 43-50)
  - Letra: Shoko Fujibayashi
  - Música: Yoshio Nomura
  - Arreglos: RIDER CHIPS
  - Intérprete: RIDER CHIPS ft. ROLLY

- "Mō hitotsu no kamen no gikyoku" (もうひとつの仮面の戯曲 Mō hitotsu no kamen no gikyoku?, Otra máscara de drama) (Episodio 42)
  - Letra: Shiraishi Tamami
  - Música: Shiraishi Tamami
  - Arreglos: Shiraishi Tamami
  - Intérprete: Shiraishi Tamami

- Datos: Q768981